# تصميم مباني لمقاومة الزلازل

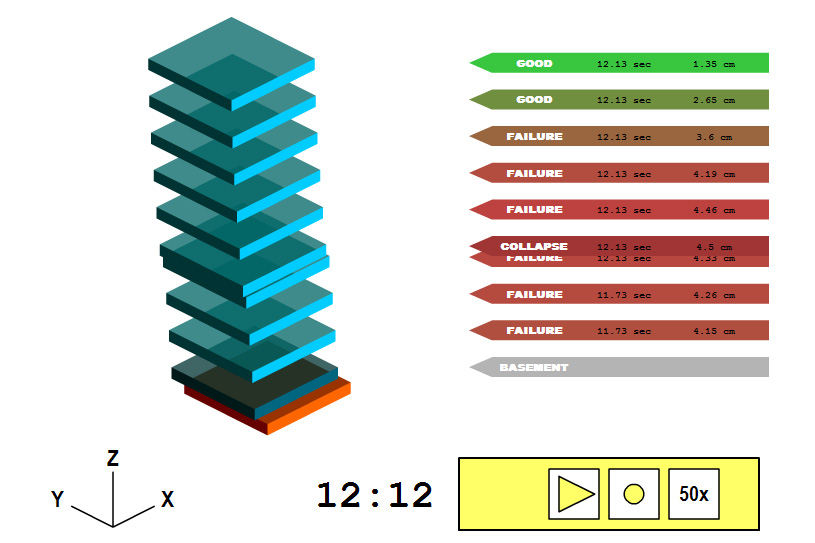

لقد بينت التجارب والنتائج المستخلصة من الزلازل الحديثة أن المنشآت المصممة والمنفذة بالشكل الصحيح قادرة على مقاومة زلازل عنيفة دون انهيار إلا ان معظم هذه المنشآت خاصة القديمة منها يمكن ان تتعرض إلى أضرار خطيرة أو انهيار مسبب إلى إزهاق أرواح السكان. كما أكدت الدراسات التي أجريت حول أداء المنشأ أثناء وقوع الزلازل أن الجمل الانشائية التي تمتلك قدرة كافية على مقاومة القوى الجانبية ويجب أن يكون لها أيضا مطاوعة كافية أي قدرة المحافظة على سلامتها عند زيادة الاجهادات من أجل حماية السكان.
كما أكدت الدراسات التي أجريت حول أداء المنشأ أثناء وقوع هذه الزلازل.ان الجمل الانشائية التي تمتلك قدرة كافية حتى مقاومة القوى الجانبية يجب أن يكون لها أيضا مطاوعة كافية، أو القدرة على المحافظة على سلامتها عند زيادة الاجهادات من اجل حماية السكان.
إن تأثير الزلازل على أي منشأ خرساني يتلخص في أنها تؤثر على هذا المنشأ بقوى أفقية متغيرة القيمة تبعا لموقع المنشأ وقربه أو بعده من المناطق الساحلية أو من مراكز وبؤر مناطق الزلازل الرئيسية.
وهذه القوى الأفقية تتعارض في مفهومها عن الإتزان للمنشأ عن نظيراتها من القوى الرأسية التي اعتاد المهندسين تصميم المنشأ على أساس مفعولها فقط وإهمال القوى الأفقية والتصميم على أساس هذه القوى.

## القوى الأفقية

### التصميم الأفقي ل المبني
هو تحقيق دراسة إتزانه الداخلي والخارجي تحت تأثير قوى الزلزال.

### الإتزان الداخلي لمنشأ
هو تحقيق كفاية المقاومة الداخلية للقطعات الخرسانية لمنشأ للقوى الداخلية من عزم الانحناء وقوى قص وقوى عمودية.

### الإتزان الخارجي لمنشأ
هو تحقيق إتزان المبنى تحت تأثير عزم الالتواء وعزم انقلاب وكذلك تأثير التغير في إجهاد تحول التربة

### التصميم الرأسي للمنشأ
هو تصميم المنشأ ليقاوم الأحمال الميتة من وزن البلاطة الخرسانية والأعمدة ووزن الأرضيات والحوائط...وليقاوم الأحمال الحية من اوزان الأثاث والمفروشات واوزان المستخدمين لهذا المبنى.

### شروط التصميم المعماري لمقاومة الزلزال
يجب أن يختار شكل المبنى في المسقط الأفقي بحيث يكون متماثل ويجب أن يتفادى الأشكال الزاوية وفي حالة وجود مبنى بشكل غير منتظم فيجب تقسيم المبنى بعمل فواصل الزلزال
حيث أنه منع بعد الزلازل المتكررة استخدام قطع الأراضي المثلثة أو متوازي الاضلاع وذلك لما تشكله من فرصة لتمركز إجهدات الزلازل في الأجزاء الضعيفة منها وكذلك لتولد إجهدات عزوم التواء شديدة بها نتيجة الزلزال.

## التصميم الإنشائي المناسب لمقاومة الزلازل
المباني الخرسانية تنقسم إلى النوعين التاليين:

### 1-مباني هيكلية
تتكون من أعمدة خرسانية تحمل فوقها كمرات خرسانية تتحمل أوزان الاسقف الخرسانية وهذا النوع يتمتع بمقاومة جيدة للزلزال إذا تم تصميمه وتنفيذه بدقة وهذا النوع من المباني ينقسم بدوره إلى الأقسام التالية:
- مباني ذات ارتفاعات قصيرة: لا يزيد عدد أدوارها عن ستة أو سبعة طوابق.
- مباني ذات إرتفعات متوسطة: لا يزيد عدد أدوارها 14إلى15 طابقا.
- مباني ذات إرتفعات عالية: لا يزيد عدد أدوارها عن 30 طابقا.

## مقاومة المباني الهيكلية للزلازل
1. أولا اختيار النظام الإنشائي المناسب في حالة المباني ذات الارتفاعات المتوسطة والعادية.
2. التصميم المعماري المناسب مع اختيار النظام الإنشائي المناسب.
3. حساب ردود الأفعال الانتقالية المتولدة نتيجة الزلزال.
4. تصميم القطعات الحرجة للعناصر الإنشائية.

أخذ بعين الاعتبار:
نظام أعمدة خرسانية وكمرات محملة عليها؛ يتحمل هذا النظام مباني ذات إرتفعات لا تزيد عن14طابق على حسب المنطقة الزلزالية.

## أسباب انهيار المباني
إن الأسباب التي تؤدي إلى انهيار المباني بسبب الزلازل هو نقص الحديد أو ضعف الاسمنت ولا شك أن هذه العوامل تسهم بشكل ما في الانهيارات لكنها ليست على الغالب السبب الحقيقي..
الأسباب الحقيقية لانهيار المباني لا بد أن نبين عوامل الأمان التي تتخذ عند التصميم الإنشائي للمباني السكنية العادية:
- إن أول ما يفعله المهندس المصمم هو تقدير الحمولات الطابقية بدقة، وبما أن حمولات الوزن الذاتي ووزن البلاط وقواطع البلوك (الحمولات الميتة) تحسب بدقة فليس هناك مشكلة فيها.

أما الحمولات الحية فتختلف حسب طبيعة استثمار المبنى.
- بعد الانتهاء من تحليل الحمولات (الميتة والحية) يحسب التصميم على أساس مقاومة البيتون..

و هكذا تضمن عوامل الأمان في المباني من حيث تقدير حمولات مثالية عالية القيمة وتخفيض قيمة المقامومة للبيتون والحديد.

## انهيار المباني
لا شك أن المبنى المنفذ وفق التصميم يكون أكثر أماناً من المبنى الذي استنفذ فيه المنفذ خيارات الأمان فقام بتعديل أقطار الحديد وخفض نسبة الاسمنت في البيتون مما أضعف القيمة الإجمالية لمقاومة المبنى.
لكن هذا نادراً ما يكون سبباً للانهيار المفاجئ.
تحصل الانهيارات المفاجئة نتيجة عدم الدراسة الوافية للتربة ونتيجة جهل المصمم لما تحت الأرض.. فهناك وسائل كثيرة لمعرفة باطن الأرض وهناك علم كامل يسمى علم (الجيوتكنيك) مختص بدراسة تربة الموقع قبل التنفيذ وتحديد مقاومة التربة.
-حساب أي منشأة يعتمد على حساب القوى المؤثرة فيها. بحيث تقاوم المنشأة هذه العوامل بنجاح ويجعلها مستقرة طول فترة حياتها المتوقعة للاستعمال.
.يجب أن يكون المهندس واعياً لمشكلات المنطقة من جميع النواحي.. نوع التربة والتضاريس.. المناخ.. الزلازل ومتوسط تواجدها ومعدلاتها... الخ.

## تقوية المباني ومعالجتها لمقاومة الزلازل

### المعالجة والإصلاح
هي إعادة تامين المقاومة الأساسية اللازمة للعناصر الإنشائية للمنشأ المتضرر غير الإنشائية وتحافظ العناصر الإنشائية التي تم إصلاحها بشكل جيد على نفس مقاومتها تقريبا قبل أن تتضرر.

### التقوية أو التدعيم
هي تعديل وتصحيح مقاومة وصلابة العناصر الإنشائية منفردة أو الجملة الإنشائية ككل وذلك لتحسين أداء المنشأ ضد الزلازل اللاحقة، وتشمل التقوية غالبا زيادة مقاومة العناصر المنفردة أو مطاوعتها أو إضافة عناصر إنشائية جديدة لزيادة مقاومة المنشأ للقوى الجانبية بشكل جيد، وقد تستسلم التقوية أحيانا جعل العناصر الإنشائية المختارة أقل مقاومة ومطاوعة، وذلك لتحسين العمل المتبادل للعناصر الإنشائية ومنع الانهيار المبكر لعنصر مجاور أضعف.

### اضرار الزلازل
إجراء تقييم أولي لكل منشأ من قبل فرق بحث متخصصة فور وقوع زلزال مدمر وذلك كي يتم وبشكل سريع تحديد المستوى العام لدمار المنشأهو امر مهم.
الرجاء من الجميع عند حدوث هذه الكارثة الطبيعية ان يلزموا اجراءات السلامة
تعتبر عملية البحث الأولي التي تأتي بعد عملية التقييم الأولي تقييما مستقلا وأكثر شمولية، يتم إعداده من قبل مهندس مصمم يبدأ بعملية التحديد التفصيلي لطبيعة ودرجة الدمار والحاجة إلى اتخاذ إجراءات الطوارئ أو التدعيم، أما المرحلة الثانية فتتطلب البحث التفصيلي للأضرار بحيث يمكن تصميم وع تفاصيل اجراءات الإصلاح والتقوية بعد التحريات الأولية للبدء بالإجرءات الطارئة للحماية المؤقتة وذلك بالتدعيم الفوري للأبنية التي تضررت بشكل بالغ ولكنها لم تنهار عند وقوع الزلزال.
تهدف الحماية المؤقتة إلى تأمين المقاومة أو التدعيم المؤقت للعناصر والوصلات المتضررة التي تتوقف عليها سلامة الجمل ككل. ويجب أن تؤمن إجراءات الحماية المؤقتة لسلامة الناس في المناطق المجاورة.
- يجب أن بقرر القيام بالتدعيم في حال وجود خطر بل يجب الأمر بهدم المنشآت التي يهددها الخطر.

إن الإجراء الأول في عملية الحماية المؤقتة هو تأمين تدعيم العناصر الشاقولية من أعمدة وجدران حاملة منهارة أو متضررة جدا، وتكون الحاجة إلى ضرورة تأمين التدعيم الشاقولي ضمن الطابق واضحة عندما يكون العنصرالشاقولي متضررا.
- يجب على المصمم أن يقدر الأضرار بشكل نموذجي مستفيدا من معطيات التحريات التي تم توثيقها ثم وضع إجراءات الإصلاح والتقوية التي تحسن تجاوب المنشأ في الزلازل اللاحقة عن طريق تجنب الشذوذات في المسقط الأفقي والتغيرات المفاجئة في القساوة بين البلاطات.
- ينصح بتقييم نتائج تقوية العناصر المضافة إلى المنشأ بحذر، وذلك للتأكد من أنها لن تؤدي إلى زيادة الأضرار في زلزال لاحق.